# Hermanos Scholl

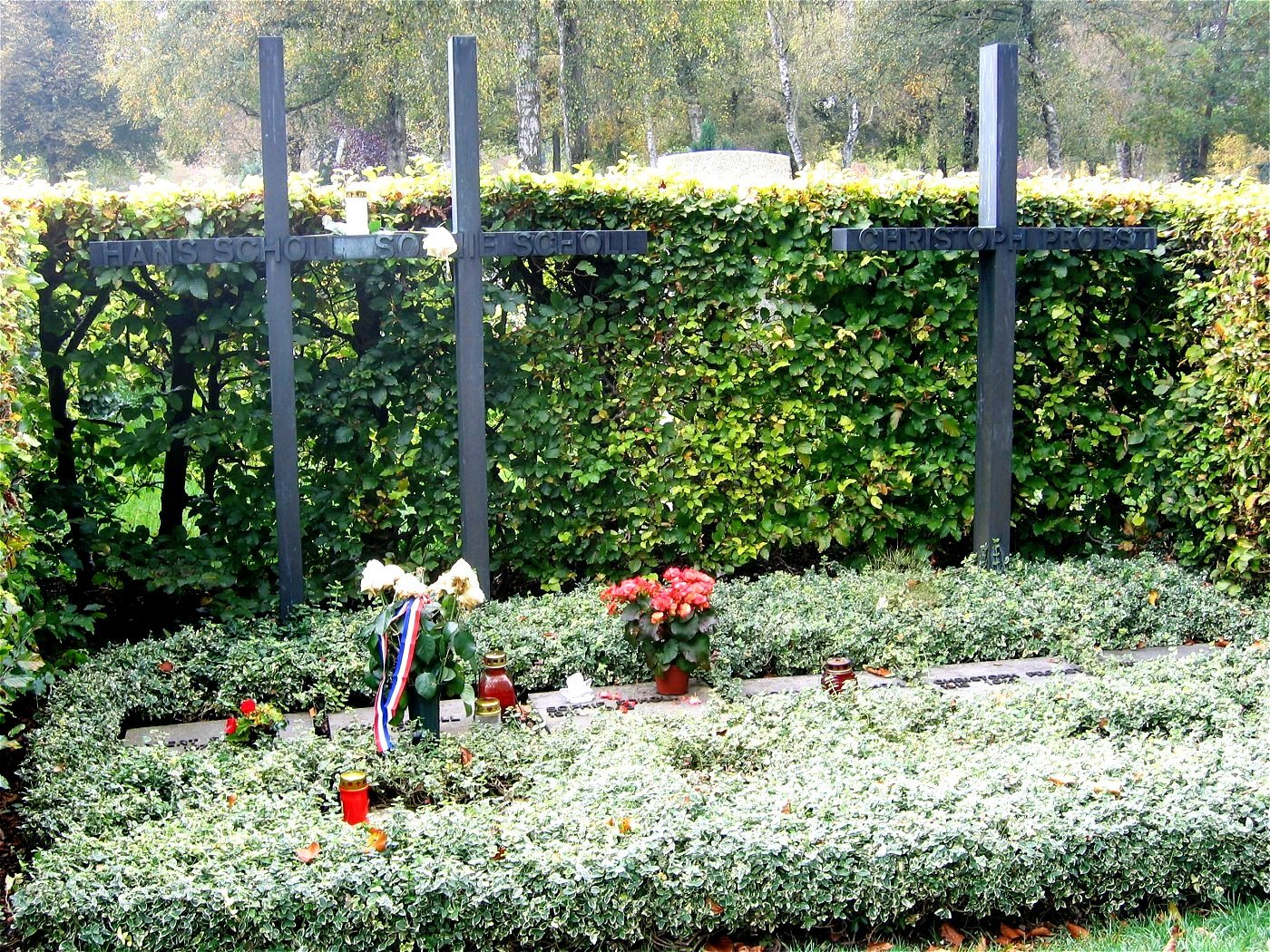
tumba

Cuando se habla de los  hermanos Scholl  normalmente nos referimos a  Hans y Sophie Scholl, miembros del grupo estudiantil  alemán  de resistencia Rosa Blanca, que  durante  la Segunda Guerra Mundial luchó de forma no violenta  contra el régimen nacionalsocialista. En particular, repartían octavillas contra la guerra y la dictadura de Hitler. En febrero de 1943 los sorprendieron repartiendo estos panfletos en la Universidad de Múnich y la Gestapo los detuvo. Acusados de alta traición en un juicio rápido, los condenaron a muerte y fueron ejecutados en la guillotina,
Ambos han sido considerados desde la posguerra como símbolos de una resistencia contra el totalitarismo, basada en valores humanistas. En Alemania, muchas calles, colegios, institutos llevan su nombre.También se les honra con el Premio Hermanos Scholl.